# Параскева Пятница
Параске́ва Пя́тница — в народном православии славянских народов мифологизированный образ, основанный на персонификации пятницы как дня недели и культе святых Параскевы Иконийской, именуемой Пятницей и Параскевы Сербской. По мнению ряда исследователей, на Параскеву Пятницу могли быть перенесены некоторые признаки и функции главного женского персонажа славянской мифологии — Мокоши, образ которой связан с женскими работами (прядением, шитьём и др.), с браком и деторождением, с земной влагой. Другие исследователи считают, что культ и образ Параскевы Пятницы не имеет языческих корней и связан с народным переосмыслением христианской книжности. В народной традиции образ Параскевы Пятницы также соотносился с образом Богородицы, святой Анастасии Узорешительницы, и Недели, как персонифицированного образа воскресного дня.

## Этимология
Слово «параскева» (греч. παρασκευη параскеви) означает «приготовление [к субботе]; подготовка». Таким образом, «Параскева Пятница» — это «подготовка к субботе; день шестой; полупраздничный день». В Евангелии Иоанна 19.31 «Но так как тогда была пятница (параскева)…»

## Представления восточных славян
У восточных славян Параскева Пятница — персонифицированное представление дня недели. Иначе называлась Льняницей, другие прозвища — Параскева-Пятница, Параскева-Льняниха, Ненила-Льняница. Параскеве Пятнице были посвящены 14 (27) октября — день Параскева Грязниха и 28 октября (10 ноября) — день Параскевы Льняницы. В церкви на эти дни приходится память Параскевы Сербской и Параскевы Иконийской, соответственно. В эти дни не пряли, не стирали и не пахали, чтобы «не запылить Параскеву и не засорить ей глаза». Считалось, что в случае нарушения запрета она могла наслать болезни. Осуждению подобных суеверий посвящено одно из постановлений Стоглавого собора (1551):

Да по погостам и по селом ходят лживые пророки, мужики и женки, и девки, и старые бабы, наги и босы, и волосы стростив и распустя, трясутся и убиваются. А сказывают, что им являются святая Пятница и святая Анастасия и велят им заповедати хрестияном каноны завечати. Они же заповедают крестьяном в среду и в пятницу ручного дела не делати, и женам не прясти, и платья не мыти, и каменья не разжигати.
Отзвуком славянских дохристианских верований некоторые авторы считают сохранявшиеся в некоторых местах ещё в XIX — начале XX веках «идольские» скульптурные изображения святых. Чаще других встречалась скульптура Параскевы Пятницы — и не только у русских, но и у соседних с ними народов. Раньше в часовнях в инородческих местностях «ставились изображения из дерева грубой работы св. Параскевы и Николая Угодника… Все резные изображения святых Параскевы и Николая носят общее название пятниц». У русских широко были распространены скульптуры — «деревянная раскрашенная статуя Пятницы, иногда в виде женщины в восточном одеянии, а иногда в виде простой бабы в понёве и лаптях». Статую Параскевы «ставили в церквах в особых шкапчиках и народ молился перед этим идолом».
У восточных славян деревянные скульптуры Параскевы Пятницы ставились также на колодцах, ей приносились жертвы (в колодец бросали ткани, кудель, нитки, овечью шерсть). Обряд назывался мокрида (ср. Мокошь).

Рыбьей чешуйкой серебрятся на дне колодцев серебристые гривенники и пятиалтынные… передаются или прямо бросаются разные изделия женского досужества, часто с громким заявлением о прямой цели жертвования: сшитое бельё в виде рубах, полотенца на украшение венчика и лика, вычесанная льняная кудель или выпряденные готовые нитки, а также волна (овечья шерсть) («Угоднице на чуловки!», «Матушке-Пятнице на передничек!» — кричат в таких случаях бабы).— С. В. Максимов
В честь Параскевы Пятницы в древние времена на перекрёстках и распутицах дорог ставили особые столбы с изображением святой, которые назывались её именем. Памятники эти были похожи на придорожные часовни или кресты и считались священными местами.
Русские молились Параскеве Пятнице о сохранении от падежа скота, в особенности от коровьей смерти. Святая считалась также целительницей человеческих недугов, в особенности дьявольского наваждения, лихорадки, зубной, головной боли и других болезней. В честь святой Параскевы существовали особенные молитвы, которые носились на шее и считались предохранительным средством от различных болезней. Цветы, травы и другие привески к образу Параскевы-Пятницы также почитались одним из самых действенных врачебных средств и потому сохранялись из года в год как важное целебное пособие. В случаях какой-либо болезни крестьяне варили их в воде и этим отваром поили при различных болезнях.
Также у славян существовало апокрифическое сказание о двенадцати «главных» пятницах и связанный с ним пятничный календарь — 12 особо почитаемых пятниц, в которые требуется строгий пост. Считалась «бабьей святой».

Сказание о 12 пятницах и суеверное почитание их существует и на Западе. Лицом, олицетворяющим пятницу, является там св. Венера, вполне тожественная нашей Параскеве; её житие представляет много сходных черт с житием Параскевы. К христианскому почитанию пятницы на Западе присоединились языческие воспоминания о пятнице, как о дне, посвящённом в древнем Риме — Венере, в Германии — Фрее (пятница — Freitag).— «Энциклопедический словарь Брокгауза и Ефрона», статья «Пятница».
Типологически Параскева Пятница имеет параллели с таджикской Биби-Сешанби («госпожой Вторник»), и мифологическими образами женщин, прядущих пряжу судьбы (древнегреческие мойры, древнеисландские норны, хеттские искусные ткачихи).

## Образ
Образ Параскевы Пятницы по народным представлениям заметно отличается от иконографического, где она изображается аскетического вида женщиной в красном мафории. Широкую известность получила резная икона Параскевы Пятницы из деревни Ильеши. Она почитается в Русской православной церкви чудотворной и находится в Троицком соборе Александро-Невской лавры в Санкт-Петербурге. 
Народное воображение иногда наделяло Параскеву Пятницу демоническими чертами: высокий рост, длинные распущенные волосы, большие груди, которые она закидывает за спину, и др., что сближает её с женскими мифологическими персонажами типа Доли, Смерти, русалки. Существовал обряд «вождения Пятницы» зафиксированный в XVIII веке: «В Малой России, в полку Стародубском, в день уроченный праздничный водят жонку простовласую под именем Пятницы, а водят в ходе церковном и при церкви честь оной отдаёт народ с дары и со упованием некоей пользы». В былинках Параскева Пятница прядёт оставленную хозяйкой недопряденную кудель (подобно домовому, кикиморе, маре), наказывает женщину, осмелившуюся вопреки запрету заниматься прядением, мотанием ниток, шитьём: путает нитки, может содрать кожу с нарушительницы, отнять зрение, превратить в лягушку, бросить в окно сорок веретён с приказанием напрясть их до утра и т. п.
Согласно поверьям, Параскева Пятница контролирует соблюдение и других пятничных запретов (стирка белья, отбеливание холстов, расчёсывание волос и пр.).
По украинским поверьям, Пятница ходит исколотая иглами и веретенами нерадивых хозяек, не почтивших святую и её дни. До XIX века на Украине сохранялся обычай «водить Пятницу» — женщину с распущенными волосами.
В быличках и духовных стихах Параскева Пятница жалуется, что её не почитают, не соблюдая запретов по пятницам, — колют её веретенами, прядут её волосы, засоряют ей глаза кострой. По поверьям, на иконах Параскева Пятница изображена с торчащими из груди спицами или веретенами (ср. образы Богоматери Семистрельной или Умягчение злых сердец).

## В народном календаре
У южных славян повсеместно празднуется день 14 (27) октября: болг. Петковден, св. Петка, Петки, Пейчинден, макед. Петковден, серб. Петковица, Петковача, Света Параскева, Света Петка, Пеjчиндан и др. В некоторых регионах Сербии и Боснии празднуют также день 26 июля  (8 августа), называемый Петка Трновска, Петка Трновача, Трнова Петка, Млада Петка, Петка Водоноша. В Болгарии (Фракия) святой Петке посвящают пятницу после Пасхи (болг. Лятна св. Петка, Пресвета Петка, Петка Балъклия), а в Сербии (Пожега) — пятницу перед днём святой Евдокии (1 (14) марта).

### Девятая пятница
У русских было широко распространено празднование девятой пятницы после Пасхи. В Соликамске в этот день вспоминали чудесное избавление города от нашествия ногайцев и вогулов в 1547 году.
В Никольском уезде Вологодской губернии в девятую пятницу существовал обычай «строить обыденную пелену»: девушки сходились, теребили лён, пряли и ткали пелену за день.
У коми-зырян, живущих по реке Вашке, девятая пятница называлась «Заветным днём больных» (коми Заветной лун висьысьяслӧн). Считалось, что в этот день чудотворная икона Параскевы Пятницы (коми Параскева-Пекнича) из часовни в деревне Кривой Наволок может принести исцеление больным. До сих пор сохранилась традиция проведения крестных ходов к речке Кер-ю, где пожилые женщины и девочки омывают храмовые и домашние иконы в водах, освящённых иконой Параскевы Пятницы. Вода считается святой в течение трёх дней после праздника, её набирают и уносят с собой. Опускать иконы в стоячую воду считается грехом.

## Поговорки и запреты
- В пятницу, матушку Прасковью, грешно тревожить землю, ибо во время крестной смерти Спасителя было землетрясение[5].
- Кто прядёт в пятницу, у того на том свете будут слепы отец с матерью[24].
- Женщинам в пятницу не разрешалось ни чесать, ни мыть голову[24].
- По пятницам мужики не пашут, бабы не прядут[25].
- Что пятница, то праздник (пол. Co piątek, to świątek)[26].
- Косится, как среда на пятницу (укр. Скривився як середа на п'ятницю)[27].